# Punta Allen
Punta Allen, offiziell Javier Rojo Gómez, ist ein kleines Fischerdorf an der Ostküste der Halbinsel Yucatán des mexikanischen Bundesstaates Quintana Roo. Es hat 393 Einwohner (2020). Punta Allen liegt in einem Gebiet mit hoher Hurricangefahr.

## Geografie
Die Siedlung liegt am südlichen Ende der langgestreckten Halbinsel Boca Paila östlich zur Bahía de la Ascensión (Ascensión-Bucht) hin am Karibischen Meer, einem Nebenmeer des Atlantischen Ozeans. Auf der Westseite erstreckt sich zum Festland hin eine Lagune. Der Ort ist die größte Ansiedelung innerhalb des Biosphärenreservates Sian Ka'an.
Punta Allen gehört zum 2008 neugegründeten Municipio Tulum.
Zu erreichen ist Punta Allen über die an der Küste entlang führende Schotterstraße vom 40 km nördlich liegenden Tulum oder über Felipe Carrillo Puerto mit einem der regelmäßig verkehrenden Wassertaxis.

## Sehenswürdigkeiten und Aktivitäten
Mit seinem auf der Karibikseite in Nord-Süd-Richtung verlaufenden feinen Sandstrand, der flach ins Meer abfällt, und dem vorgelagerten Riff, das die Brandung stark abschwächt, bietet Punta Allen gute Erholungs- und Bademöglichkeiten.
Beliebt sind Schnorchel- oder Tauchausflüge am Riff und Hochseetouren zum Sportangeln. Mit verschiedenen lokalen Anbietern kann man geführte Tages- oder Halbtagestouren in das umliegende Naturschutzgebiet durchführen. 

## Wirtschaft und Infrastruktur
Aufgrund der Lage fehlen Industriebetriebe in Punta Allen. Durch den Tourismus haben sich Dienstleister herausgebildet. Das Dorf hat keinen Anschluss an das öffentliche Elektrizitätsnetz. Der benötigte Strom wird mit Solar- und Windkraftanlagen, ersatzweise Generatoren erzeugt.
Entlang des Strandes gibt es mehrere Restaurants. Im Dorf selbst sind einige Einkaufsmöglichkeiten vorhanden.

### Tourismus
In Punta Allen gibt es sanften Tourismus, um das sensible tropische Ökosystem des Naturreservates nicht gravierend zu schädigen. Die mit dem Einsatz von ökologisch verantwortlichen Technologien (Regenwasser-, Solarenergie- und Windkraftnutzung, Abfallminimierung und biologische Abwasserklärung) entstehenden Komforteinschränkungen werden von den Besuchern in Kauf genommen.